# 알렉스 (가수)
알렉스(Alex, 본명: 알렉스 추, 한국명: 추헌곤, 1979년 9월 2일 ~ )는 한국계 캐나다 가수, 배우이다. 2004년부터 혼성 그룹 클래지콰이의 멤버로 활동을 시작했으며, 2008년에는 단독 음반 《My Vintage Romance》를 발매했다. 배우 추헌엽과는 6촌 관계이며, 배우 강신성일의 조카인 국회의원 강석호의 처조카이기도 하다.

## 가수 활동
- 2008년 My Vintage Romance
- 2011년 Just Like Me

## 출연 방송 및 작품

### 드라마
- 2007년 MBC 에브리원 《연애의 발견》 - 박진원 역
- 2010년 MBC 월화드라마 《파스타》 - 김산 역
- 2010년 KBS1 일일연속극 《웃어라 동해야》 - 이태훈 역
- 2011년 SBS 월화드라마 《천일의 약속》 - 손석호 역
- 2012년 SBS 주간시트콤 《도롱뇽도사와 그림자 조작단》 - 지훈 역 (특별출연)
- 2013년 MBC 수목드라마 《메디컬 탑팀》 - 배상규 역
- 2014년 tvN 월화드라마 《로맨스가 필요해 3》 - 이정호 역 (특별출연)
- 2014년 MBC 주말 특별기획드라마 《호텔킹》 - 유준성 역
- 2014년 SBS 드라마스페셜 《내겐 너무 사랑스러운 그녀》 - 배성진 역
- 2015년 SBS 주말 특별기획드라마 《이혼변호사는 연애중》 - 노기수 역 (특별출연)
- 2015년 tvN 월화드라마 《풍선껌》 - 홍이슬의 맞선남 역 (우정출연)
- 2016년 UMAX & O'live 목금드라마 《나에게 건배》(특별출연)
- 2018년 SBS 아침드라마 《나도 엄마야》 - 신상혁 역
- 2020년 KBS2 주말드라마 《한 번 다녀왔습니다》 - 이정록 역

### 영화
- 2006년 《미녀는 괴로워》 (특별출연)
- 2011년 《오직 그대만》 (특별출연)
- 2020년 《사랑하고 있습니까?》 - 공원 남자 역 (우정출연)
- 2022년 《오! 마이 고스트》 - 트램플린 귀신 역 (우정출연)

### 예능
- MBC 《MBC 대학가요제》
- Mnet 《팝스 매거진》
- SBS 《김용만, 지석진의 사이다》
- MBC 《스타 맞선 러브 러브 스튜디오》
- MBC 《지피지기》
- MBC 《만원의 행복》
- MBC 《우리 결혼했어요》
- MBC 《스타의 친구를 소개합니다》
- KBS 2TV 《미녀들의 수다》
- KBS 2TV 《밤샘 버라이어티 야행성》 - 웃어라 동해야 출연자들과 애프터 스쿨과 함께 (2010년 10월 17일 22회)
- SBS 《일요일이 좋다》 '김서방 익스프레스'
- Mnet 《M! 카운트다운》
- SBS 《대한민국 쿡》
- Mnet 《엠넷 스캔들》
- tvN 《탈출! 포비아》
- tvN 《화성인 VS 화성인》
- Mnet 《그는 당신에게 반하지 않았다》
- KBS Joy 《쿠킹올림픽 고추장》
- XTM 《STAR N' the CITY》
- SBS MTV 《MTV The Stage Big Pleasure》
- MBC 《아이돌 스타 7080 가수왕》
- 올'리브 《푸드 에세이》
- YTN 《뉴스앤이슈 '이슈앤피플'》
- MBC 《맛있는 나눔! 사랑의 푸드뱅크》
- MBC MUSIC 《Be my singer》 작곡왕
- 채널A 《생방송 오픈 스튜디오》
- KBS 2TV 《불후의 명곡: 전설을 노래하다》
- KBS 2TV 《우리동네 예체능》
- KBS 2TV 《출발드림팀 시즌 2》
- TV조선 《앞치마 휘날리며》
- 채널A 《아내가 뿔났다》
- MBC 《미스터리 음악쇼 복면가왕》 - 공중부양 열기구
- JTBC 《김제동의 톡투유 - 걱정 말아요! 그대》
- MBC 에브리원 《비디오스타》
- MBC 《미스터리 음악쇼 복면가왕》 - 안 뽑으면 끝까지 쫓아간다! 추노
- SBS 《꼬리에 꼬리를 무는 그날 이야기》

### 뮤지컬
- 《온에어 시즌 3》

### 라디오
- 《푸른밤, 그리고 알렉스입니다》 (2008년 6월 3일 ~ 2009년 4월 12일, MBC FM4U)
- 《그대 창가에 알렉스입니다 (월~토)》 (CBS 표준FM) (2022년 1월 3일 ~ 현재)

### 저서
- 2009년 《알렉스의 스푼》(중앙북스)